# Josef Reisich
Josef Reisich (10. dubna 1795, Hrochův Týnec – 27. listopadu 1865, Praha) byl český lékař, děkan lékařské fakulty Univerzity Karlovy a později i rektor Univerzity Karlovy.

## Životopis

### Mládí a studia
Josef Reisich se narodil 10. dubna 1795 v Hrochově Týnci. První vzdělání získal v Kostelci, poté přešel do Prahy studovat na piáristické gymnázium v Praze a Hradci Králové. Poté úspěšné maturitě začal studovat lékařství a filosofii na Univerzitě Karlově. Ve čtvrtém ročníku pak se svým mecenášem vyjel na cesty do Berlína, díky čemuž získal přehled o stavu evropských klinik a setkal se s významnými chirurgy. Roku 1823 získal titul doktora medicíny. Čtyři roky poté zastával pozici prosektora při katedře anatomie na pražské univerzitě. V roce 1831 byl poslán do Vídně studovat problematiku epidemií cholery.

### Lékařská praxe
Roku 1832 byl jmenován mimořádným profesorem anatomie a později i fyziologie. S pomocí prof. Julia Vincence Kromholze si založil soukromou praxi, která byla v Praze velmi vyhlášená zejména mezi bohatším měšťanstvem. Založil také nadaci pro vdovy po lékařích. Roku 1838 převzal pražskou kliniku, která s jeho příchodem zaznamenala silný vzestup. Josef Reisich zaváděl nové trendy v medicíně a zasloužil se tak o modernizaci kliniky. Vedl ji až do roku 1842, kdy ji po něm převzal Johann Oppolzer.
Reisich byl od roku 1843 třikrát zvolen děkanem lékařské fakulty. Roku 1847 se pak stal rektorem Univerzity Karlovy.

### Stáří a smrt
Josef Reisich se ve stáří věnoval již jen své lékařské praxi a hlavně svému největšímu koníčku - sadařství. Byl dlouholetým jednatelem pomologického spolku a seděl v předsednictvu Jednoty pro osazení stromy okolí pražského. V oboru sadařství získal několik ocenění.
S postupujícím stářím trpěl mnoha nemocemi, což byl patrně důvod, proč 27. listopadu 1865 spáchal sebevraždu. Podřezal si ve svém pražském bytě žíly a zemřel na vykrvácení. Byl pohřben na Malostranském hřbitově, avšak kvůli rozšíření Plzeňské třídy se jeho náhrobek nezachoval.